# Juan Izquierdo (dominic)
Juan Izquierdo (Torralba de Ribota, ? - Tortosa, 30 de setembre de 1585) va ser un religiós dominic d'origen aragonès que ocupà el bisbat de Tortosa.

## Biografia
Professà en els dominics en el convent de Sant Pere Màrtir de Calataiud. Obtingué diversos càrrecs en la seua orde: prior, provincial en 1545 i 1562 i vicari general en 1550.
Posteriorment es trasllada a Tortosa per participar en la direcció del recentment creat col·legi de Sant Jaume i de Sant Maties per a la formació del teòlegs dominics, i és nomenat lector de la catedral.
Nomenat bisbe de Tortosa en 1573, pren possessió el 26 de juliol de 1574. Convoca sínode l'any 1775, les constitucions del qual foren publicades pel bisbe Alfonso Márquez de Prado. Construeix l'església de Sant Domènec de Tortosa.
Mor el 30 de setembre de 1585 en Tortosa, i fou soterrat en l'altar major de l'església de Sant Domènec.